# Przekształcenie dwuliniowe
Przekształcenie dwuliniowe – funkcja z iloczynu kartezjańskiego dwóch ustalonych przestrzeni liniowych w pewną przestrzeń liniową, która jest liniowa względem obu zmiennych.

## Definicja formalna
Niech {\displaystyle U_{1},\;U_{2},\;V} będą przestrzeniami liniowymi nad ustalonym ciałem {\displaystyle K.} Przekształcenie {\displaystyle A:U_{1}\times U_{2}\to V} nazwiemy dwuliniowym, jeśli dla każdego {\displaystyle a\in U_{2}} funkcja {\displaystyle h_{1}:U_{1}\to V} zdefiniowana jako {\displaystyle h_{1}(x)=A(x,a)} jest przekształceniem liniowym dla każdego {\displaystyle x\in U_{1},} oraz jeśli dla każdego {\displaystyle b\in U_{1}} funkcja {\displaystyle h_{2}:U_{2}\to V} zdefiniowana jako {\displaystyle h_{2}(x)=A(b,x)} jest przekształceniem liniowym dla każdego {\displaystyle x\in U_{2}.} Innymi słowy, przekształcenie {\displaystyle A:U_{1}\times U_{2}\to V} nazwiemy dwuliniowym, jeśli jest ono liniowe względem każdej zmiennej.

### Uwaga
Z definicji łatwo wynika, że złożenie przekształcenia dwuliniowego {\displaystyle A:U\times U\to V,} gdzie {\displaystyle U} jest przestrzenią liniową, z rzutami {\displaystyle \pi _{x},\pi _{y}:U\times U\to U,} {\displaystyle \pi _{x}(x,y)=x,\;\pi _{y}(x,y)=y} jest przekształceniem liniowym.